# Amtsgericht Aschaffenburg

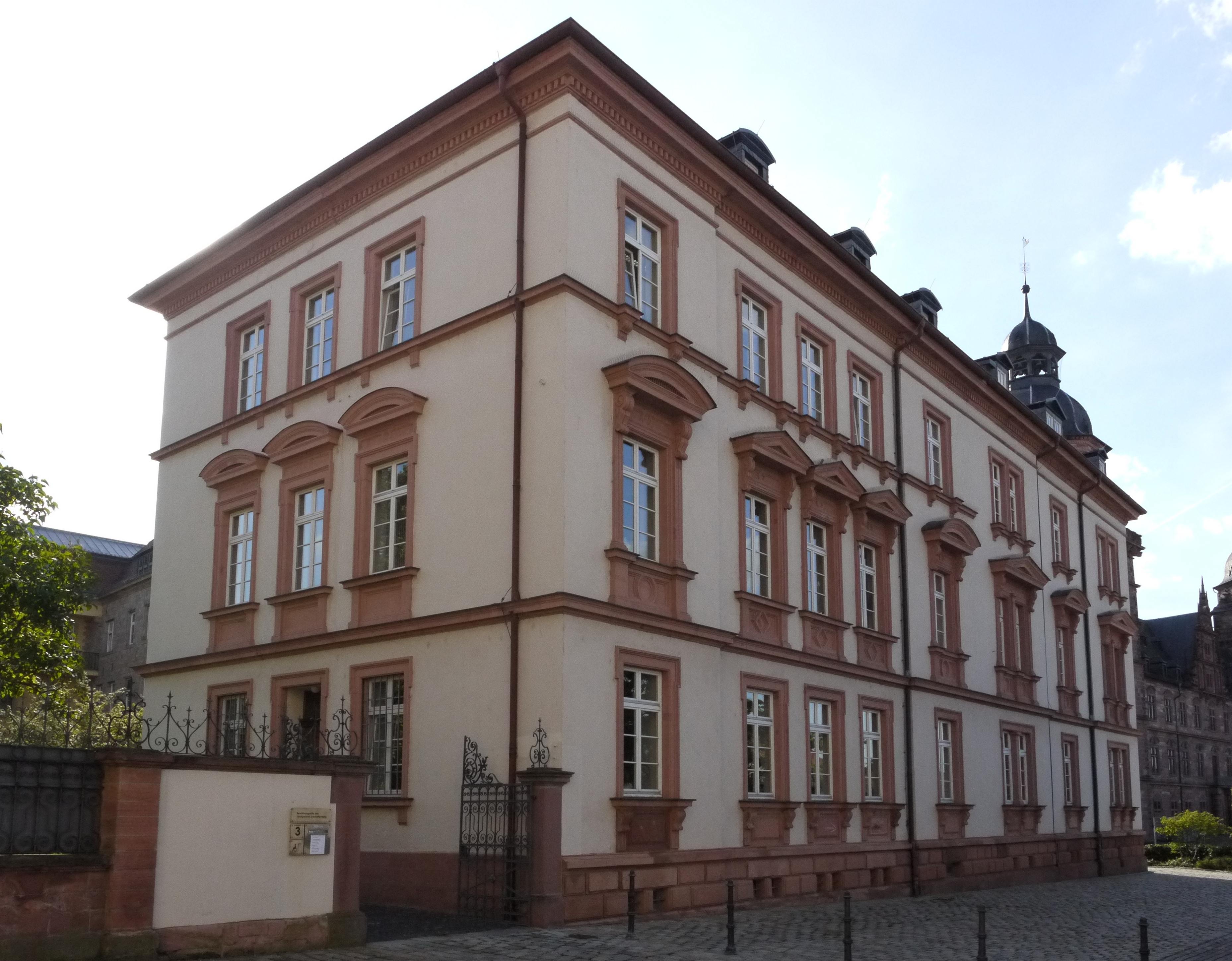
Gerichtsgebäude Schlossplatz 5 (2012)

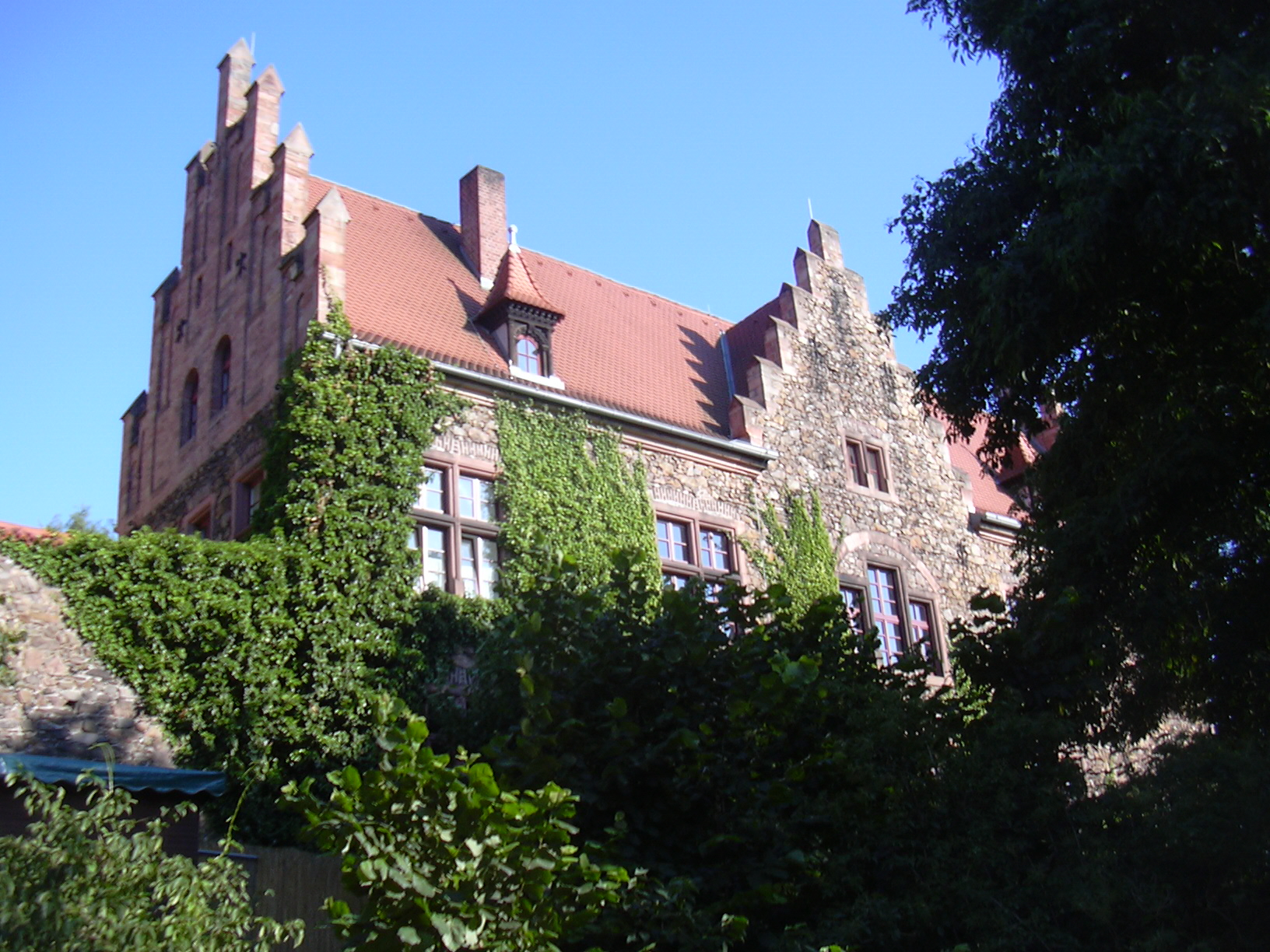
Gebäude der Zweigstelle in Alzenau (2006)

Das Amtsgericht Aschaffenburg ist das zuständige Amtsgericht für die kreisfreie Stadt Aschaffenburg und den Landkreis Aschaffenburg. Es verfügt über eine Zweigstelle in Alzenau.
Das Hauptgebäude des Gerichtes befindet sich in der Erthalstraße 3. Einzelne Abteilungen sind in den Gebäuden Schlossplatz 5 und 7 untergebracht. Die Zweigstelle Alzenau befindet sich in der Burg Alzenau.

## Geschichte
Im Fürstentum Aschaffenburg bestand seit 1808 das Stadtgericht Aschaffenburg. Nachdem Aschaffenburg 1814 an das Königreich Bayern gefallen war, wurde das Stadtgericht aufrechterhalten und zusätzlich das Landgericht Aschaffenburg gebildet.
Am 3. September 1858 wurde das Landgericht Schöllkrippen neu gebildet. Aus dem Landgerichtsbezirk Aschaffenburg wurden diesem Eichenberg, Feldkahl und Rottenberg angegliedert.
Zum 1. Juli 1862 wurden im Königreich Bayern Verwaltung und Justiz getrennt. Für die Justiz blieb nun das Landgericht Aschaffenburg zuständig. Der Landgerichtsbezirk blieb unverändert, er war administrativ dem Bezirksgericht Aschaffenburg untergeordnet.
Anlässlich der Einführung des Gerichtsverfassungsgesetzes am 1. Oktober 1879 wurde in Aschaffenburg ein Amtsgericht gebildet, dessen Sprengel aus dem vorhergehenden Gerichtsbezirk des Land- und des Stadtgerichtes Aschaffenburg war. Hinzu kamen folgende Gemeinden aus dem Landgerichtsbezirk Rothenbuch: Hain, Heigenbrücken, Heimbuchenthal, Hessenthal, Krausenbach, Laufach, Neudorf, Waldaschaff, Weibersbrunn und Wintersbach. Übergeordnete Instanzen waren das Landgericht Aschaffenburg und das Oberlandesgericht Bamberg.
Im Jahre 1943 wurde das Amtsgericht Schöllkrippen stillgelegt und sein Bezirk dem Amtsgericht Alzenau zugeschlagen.
Das Amtsgericht Alzenau ist seit 1973 Zweigstelle des Amtsgerichtes Aschaffenburg.

## Übergeordnete Gerichte
Dem Amtsgericht Aschaffenburg ist das Landgericht Aschaffenburg übergeordnet. Zuständiges Oberlandesgericht ist das Oberlandesgericht Bamberg.